# Frédéric Camel
Pas d'image ? Cliquez ici
Frédéric Camel, né le 9 mars 1977 à Carcassonne (Aude), est un joueur français de rugby à XIII reconverti en tant qu'entraîneur.
Après une blessure à la hanche mettant fin à sa pratique de joueur de rugby à XIII, Frédéric Camel devient entraîneur. Après une expérience au Villeneuve Minervois XIII dans les divisions inférieures françaises, il intègre le staff de A.S. Carcassonne en tant qu'entraîneur-adjoint de Patrick Albérola dans les années 2010. À partir de la saison 2020-2021, il est nommé entraîneur en chef de l'A.S. Carcassonne et accompagne le club à dominer le Championnat de France avec deux titres en 2021 et 2023, ainsi que deux titres de Coupe de France en 2023 et 2024
Dans la vie civile, il est sapeur-pompier professionnel, basé à Trèbes. Il est notamment intervenu lors de l'attentat de Trèbes en 2018.

## Biographie sommaire
En 2020, le retrait de Patrick Albérola l'amène à devenir entraîneur-chef de l'A.S. Carcassonne dans une période compliquée en raison des précautions de mise liées à la pandémie du COVID-19. Il s'entoure dans cette tâche de Florent Tost et Teddy Sadaoui avec la volonté de maintenir le club dans la même dynamique et d'y incorporer les jeunes.

## Palmarès

### En tant qu'entraîneur
- Collectif
  - Vainqueur du Championnat de France : 2022 et 2024 (Carcassonne).
  - Vainqueur de la Coupe de France : 2023 et 2024 (Carcassonne).
  - Finaliste du Championnat de France : 2025 (Carcassonne).

#### Détails en club
| Année     | Année     | Club             | Compétition | Saison régulière | Saison régulière | Saison régulière | Saison régulière | Saison régulière | Phase finale | Phase finale | Phase finale | Phase finale | Phase finale | Coupe de France |
| Année     | Année     | Club             | Compétition | Class.           | MJ               | V.               | N.               | D.               | Perf.        | MJ           | V.           | N.           | D.           | Coupe de France |
| 2020-2021 | 2020-2021 | A.S. Carcassonne | CHF         | 1er              | 18               | 16               | 0                | 2                | Finaliste    | 2            | 1            | 0            | 1            | Annulée         |
| 2021-2022 | 2021-2022 | A.S. Carcassonne | CHF         | 2e               | 16               | 13               | 0                | 3                | Champion     | 2            | 2            | 0            | 0            | Annulée         |
| 2022-2023 | 2022-2023 | A.S. Carcassonne | CHF         | 1er              | 18               | 15               | 0                | 3                | Finaliste    | 2            | 1            | 0            | 1            | Vainqueur       |
| 2023-2024 | 2023-2024 | A.S. Carcassonne | CHF         | 1er              | 18               | 16               | 0                | 2                | Champion     | 2            | 2            | 0            | 0            | Vainqueur       |
| 2024-2025 | 2024-2025 | A.S. Carcassonne | CHF         | 2e               | 20               | 14               | 0                | 6                | Finaliste    | 2            | 1            | 0            | 1            | 1/2 finale      |